# ソロラ県
ソロラ県 (ソロラけん、西: Departamento de Sololá) は、グアテマラ西部高原の県。周囲を北から時計回りにトトニカパン県、キチェ県、チマルテナンゴ県、スチテペケス県、ケツァルテナンゴ県に囲まれる内陸の県である。県都は同名の町ソロラ。

## 概要
グアテマラ西部に広がるアルティプラーノと呼ばれる高原地帯、この中央に位置するソロラ県は、コーヒー豆をはじめとする豊かな農業生産と現在でも色濃く残るインディヘナ文化、風光明媚な高原の風景が国外でもよく知られる地方である。中でも県の東部を占めるアティトラン湖は『1984年』で知られるオーウェルが「世界一の美しさ」と評したほどの美観を誇り、周辺の村々で生産される様々な民芸品とあいまってソロラ県を国内有数の観光地たらしめている。
しかし一方で大地主と小作人、白人系のラディーノと先住民のインディヘナの間に横たわる様々な格差問題、今なお癒される事のない虐殺の記憶に代表される政治的不安、悪化する治安などが県のみならず国内全体の問題として影を投げかけているといえよう。また2005年に発生したハリケーン「スタン」では集落自体が消滅するなど甚大な被害を受け、早期の再建が期待される。

## 下位行政区分
ソロラ県の下には以下の19の基礎自治体がある。
- コンセプション
- ナワラー
- パナハチェル
- サン・アンドレス・セメタバフ
- サン・アントーニオ・パロポー
- サン・ホセ・チャカヤー
- サン・フアン・ラ・ラグーナ
- サン・ルーカス・トリマン
- サン・マルコス・ラ・ラグーナ
- サン・パブロ・ラ・ラグーナ
- サン・ペドロ・ラ・ラグーナ
- サンタ・カタリーナ・イシュタワカン
- サンタ・カタリーナ・パロポー
- サンタ・クラーラ・ラ・ラグーナ
- サンタ・クルス・ラ・ラグーナ
- サンタ・ルシーア・ウタトラン
- サンタ・マリーア・ビシタション
- サンティアゴ・アティトラン
- ソロラ

## 歴史
スペイン人の到来以前、現在のソロラ県近辺にあたる高原地帯ではマヤとチチメカ両文明の影響を受けたキチェ、カクチケル、ツトゥヒルの三民族が分立して国をたて争っていた。しかし15世紀中期にキチェとカクチケルが統合すると、キチェのキカブ王の命でカクチケルは首都チアバル（現在のチチカステナンゴ）を放棄しイシムチェへ退くことを余儀なくされ、後にカクチケルはこのイシムチェを拠点としてキチェと凄惨な戦争を行っていく事になる。一方ツトゥヒルは両国と同盟を組み替えつつ戦争を続け、その存続を図る事となった。

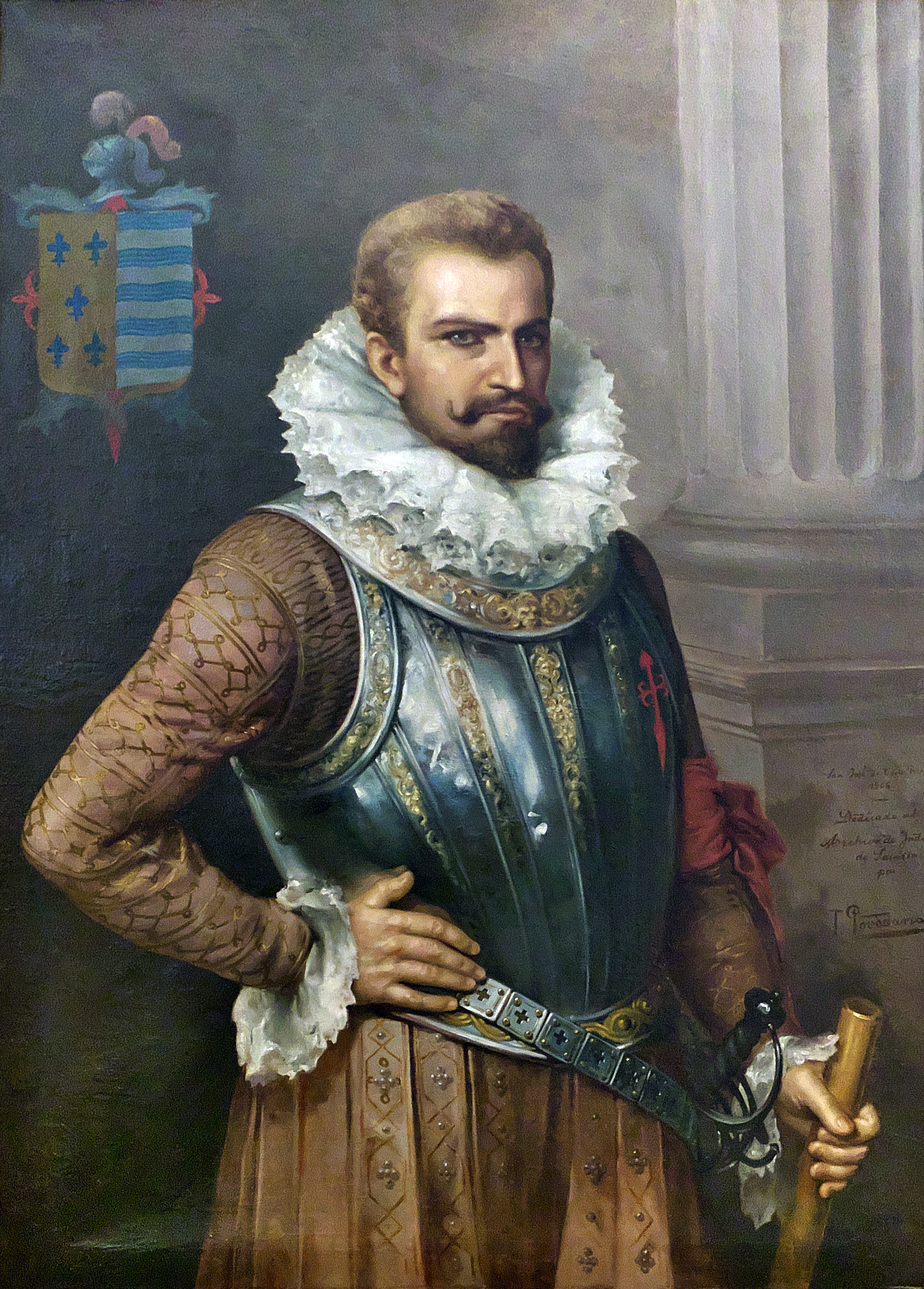
ペドロ・デ・アルバラード

ペドロ・デ・アルバラードによるグアテマラ征服に大きく関与したのがこのカクチケルである。カクチケルはアルティプラーノにおける覇権を確立すべく、エルナン・コルテスがテノチティトランを落とした直後にはいち早くスペインへの協力を約束している。そうして1524年の4月にキチェの首都ウタトランを陥落させるとアルバラードはイシムチェに迎えられ、当時最盛期を迎えていたツトゥヒルとの戦争への助力を求められた。そうしてカクチケルの協力のもとアルバラードは同月20にはツトゥヒルの首都ツィキナハを攻撃、占領しアルティプラーノを支配下においたがカクチケルは他民族と同様虐げられることになる。そこでカクチケルはスペインに反旗を翻し、後にはキチェとも共闘し抵抗を続けたが、1530年には鎮圧され、ここにスペインによる支配が確立した。
ところでカクチケルの支配層は4つの部族で構成されていたが、そのうち第二の勢力を有していたシャヒルは現在のソロラから出た部族で、イシムチェから6 km離れたテクパン近郊のツォロハという町を都としていた。ソロラの名は「ニワトコの木の水」を意味するこのツォロハから来ている。またスペインによる植民地化の後、キチェ語で書かれた『ポポル・ヴフ』と並び最も重要なマヤ語文献に数えられる『カクチケル年代記』（ソロラの覚書）がシャヒルの一員だったフランシスコ・エルナンデス・アラーナとフランシスコ・ディアスの二人によって、カクチケル旧王族の特権維持を主張する裁判資料として1573年から1610年にかけて執筆されている。
スペインの支配はエンコミエンダ制から始まった。この制度は入植者に先住民を割り当てて労働力化するとともにキリスト教への改宗をはかるものであったが、アルバラードは自身の利益のためにテクパン・アティトラン（現在のソロラ）やサンティアゴ・アティトランの植民地化を見送った。そして1540年の勅令でインディオ居留地の設置が決められるとともに1547年にはソロラとサンティアゴ・アティトランが建設され、フランシスコ会やドミニコ会の修道会により居留地のインディオの改宗が図られていくことになる。しかし多く居住する教化・支配対象としてのインディヘナに対し修道士の数が絶対的に不足しており、そこで現在まで続く互助組織としてコフラディアが生み出されることとなった。
当時のソロラ県はソロラまたはアティトランと呼ばれ、後にソロラと改称するテクパン・アティトランを中心としていたもののその領域は漸次拡大し、最終的にソロラの領域はチチカステナンゴからテコハテまで、チマルテナンゴからナワラーまでと規定された。これは現在の3倍ほどの面積にあたる。そしてグアテマラ共和国独立後の1825年11月4日、ソロラ県は制憲議会で設置が定められるが、その後は1872年のキチェ県のソロラ、トトニカパン両県の分離設置などを経て縮小し、現在に至っている。なお1838年、40年、48年のロスアルトス独立の際にはロス・アルトスに加わったが、いずれも後にグアテマラへ復帰している。

## 地理
ソロラ県は山がちな地形が大半を占め、東半にはアティトラン湖を中心に据える巨大なカルデラが存在する。しかしアティトラン湖に流入する河川はパナハチェル川などごく少数で、県西部を水源にもつナワラテ川や北東端から流れるマードレ・ビエハ川など河川の多くは太平洋方面へ流れエスクィントラ県やスチテペケス県などへ通じている。ただアティトラン湖からの流出河川は存在せず、水質汚染が危惧されている。
アティトラン湖は面積126 km2、幅は最大18 km、水深は350 m以上と非常に大きな湖で、北から流れる三本の河川が南の外輪山に阻まれて形成されたカルデラ湖である。湖の周囲を取り囲むアティトラン山やトリマン山、サン・ペドロ山といった外輪山と葦やバンの集まる湖の織り成す風景の美しさは、観光地として国内外を問わず多くの旅行者を集めている。
ちなみに県の東半分を中心とする一帯はアティトラン湖盆地自然保護区（面積62.5 ha）に指定されて一定の開発は制限され、また外輪山の一部を構成するアティトラン山、トリマン山、サン・ペドロ山といった火山も個別に自然保護区として国家自然保護区審議会（CONAP）の管轄下におかれている。またこの湖固有の現象として、カクチケル語で「罪悪を集めるもの」を意味する昼頃に吹く南風のショコミルがある。これが高原の冷たい空気に触れるとつむじ風が発生し、時には小船すらも沈めてしまう。
ソロラ県は北緯15度前後と比較的低緯度に位置するものの標高が概して高いため、年の降水量は年間2,895.9 mmと豊かである一方で亜熱帯気候に分類され、ホールドリッジの類型に従えば暖亜熱帯湿潤森林、亜熱帯下部山地湿森林、亜熱帯下部山地湿潤森林、亜熱帯山地湿潤森林と4種類もの生態ゾーンが県内に存在する。そのために県内では様々な植物の生育に適しているとされる。

## 文化

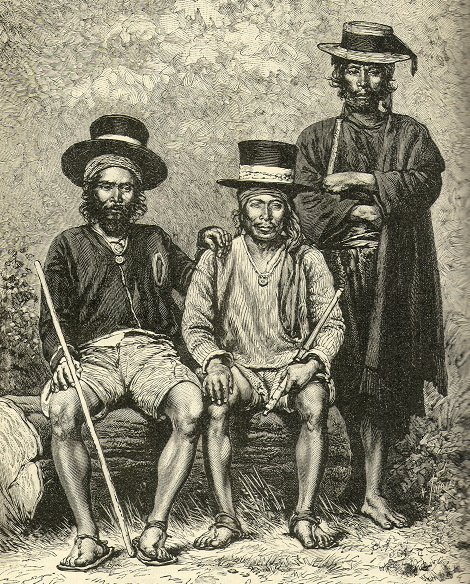
インディヘナの市長

県住民はキチェ、カクチケル、ツトゥヒルのマヤ系インディヘナが多数を占めており、言語もスペイン語のほか、これらの民族固有の言語であるキチェ語、カクチケル語、ツトゥヒル語が広く用いられるほか、ウィピルと呼ばれる民族衣装も今なお頻繁に着用される。
ソロラ県には各集落に教会があり、住民もカトリックの信徒となっている。しかし一方でマヤの神々や山の主、先祖の霊を崇拝する植民地以前の伝統的信仰も続けられ、これらを統括するマヤ司祭も存在し祭りの際には教会で儀式を執り行う、ある種の混交的信仰の様相を呈している。こういった県の宗教的状況をサンティアゴ・アティトランを中心に広く行われるマシモン信仰がよく表している。マシモン、あるいはサン・シモンとも呼称されるこの神像はマヤの主神マムを表現しているとされる一方で、聖ヤコブなどの他の守護聖人と同様に後述するコフラディアが組織され、ソロラ県内のインディヘナに限らず広く信仰対象として祭礼が執り行われるのである。
このような信仰形態を支える宗教的互助会のコフラディアは、本来的には労働面と冠婚葬祭の際の互助について協定に基づき行われてきたものだったが、現在では守護聖人やマヤの神々についてコフラディアが組織され、それらの祭りと婚礼を核に制度化され奉仕活動を行うようになっている。
ソロラ県の慣習で最も重要な役割を果たしているのが祭りである。祭りは集落ごとに異なる守護聖人や復活祭について行われ、例えばソロラでは8月15日周辺に聖母マリアの、サンティアゴ・アティトランでは7月22日周辺に聖ヤコブの祭りがそれぞれ祝われる。町ではコフラディアを中心に大規模なパレードが催され、住民は酒を飲み村毎の舞踊に興じる。

## 経済
ソロラ県では地形や気候、土壌などの条件が多岐にわたり、開発・建設業といった産業からは遠ざかっている。しかし農業や牧畜業が行われるほか、県内には人間の関与の多少はあるが様々な灌木が生育する森林があり、生態系や環境に触れる事ができるとして国内外を問わず滞在者を集めている。県の土地開発の積極的、消極的側面がともに経済的に一定の役割を果たしているといえるだろう。
村周辺の山地ではコーヒーを中心にトウモロコシ、サトウキビ、フリホル豆、小麦、大麦、ジャガイモ、野菜などが栽培されるほか牛や馬、羊の飼育も行われ、羊毛生産量は国内最大級である。またソロラ県では他の文化と同様に伝統的な工芸品もよく伝わっており、織物や木工品、皮革製品などが現地住民のみならず観光客にも人気がある。またナワラでは藁製品や工芸品の他にも石臼や家具が作られ、グアテマラの高原地帯で広く使われている。
アティトラン湖は県内に点在する遺跡と並び国内外を問わず観光客の多く訪れる景勝地で、特にパナハチェル、サンティアゴ・アティトラン、サン・ルーカス・トリマン、サン・アントーニオ・パロポーといった湖岸の町や集落において観光業の発達が見られる。しかしアティトラン湖はそれだけでなく、社会的・商業的な側面においても重要な役割を果たしている。水鳥や魚介類、水生植物の供給源であるほか、湖を行き交う船舶は村々の移動によく利用され、また湖特産のパティンという魚はインディヘナ・ラディーノ共に食材として好まれる。
県の交通・輸送手段は主として道路によっている。メキシコ国境からケツァルテナンゴを経て首都シウダ・デ・グアテマラへと向かうセントロ・アメリカ道1号線（CA-1）が県を東西に貫くほか、国道11号線と15号線、さらには県道がソロラ県と周辺の県を結んでいる。総延長のうち舗装されているのは半分以下の152 kmにすぎず、133 kmで簡易舗装、99 kmは農道でしかない。